# 圓吻貓鯊屬
圓吻貓鯊屬（学名：Asymbolus）是猫鲨科的一屬。

## 物种
所包括的物种如下：
- 斑點圓吻貓鯊（英语：Australian spotted catshark） Asymbolus analis (J. D. Ogilby（英语：James Douglas Ogilby）, 1885)
- Asymbolus funebris（英语：Asymbolus funebris） Compagno（英语：Leonard Joseph Victor Compagno）, Stevens & Last（英语：Peter R. Last）, 1999
- Asymbolus galacticus（英语：Starry catshark） Séret & Last（英语：Peter R. Last）, 2008
- Asymbolus occiduus（英语：Western spotted catshark） Last（英语：Peter R. Last）, M. F. Gomon & Gledhill, 1999
- Asymbolus pallidus（英语：Pale spotted catshark） Last（英语：Peter R. Last）, M. F. Gomon & Gledhill, 1999
- Asymbolus parvus（英语：Asymbolus parvus） Compagno（英语：Leonard Joseph Victor Compagno）, Stevens & Last（英语：Peter R. Last）, 1999
- Asymbolus rubiginosus（英语：Orange-spotted catshark） Last（英语：Peter R. Last）, M. F. Gomon & Gledhill, 1999
- Asymbolus submaculatus（英语：Variegated catshark） Compagno（德语：Leonard Compagno）, Stevens & Last（英语：Peter R. Last）, 1999
- 褐圓吻貓鯊（英语：Gulf catshark） Asymbolus vincenti (Zietz（英语：Amandus Heinrich Christian Zietz）, 1908)